# Jardim do Cabeço das Rolas
O Jardim do Cabeço das Rolas é um jardim em Lisboa. Situa-se na Alameda dos Oceanos, na zona do Parque das Nações. Integra o Inventário do Património Arquitetónico (SIPA).. Foi desenhado pelo arquiteto paisagista Gonçalo Ribeiro Telles, obra pela qual era bem conhecido.

## Estruturas

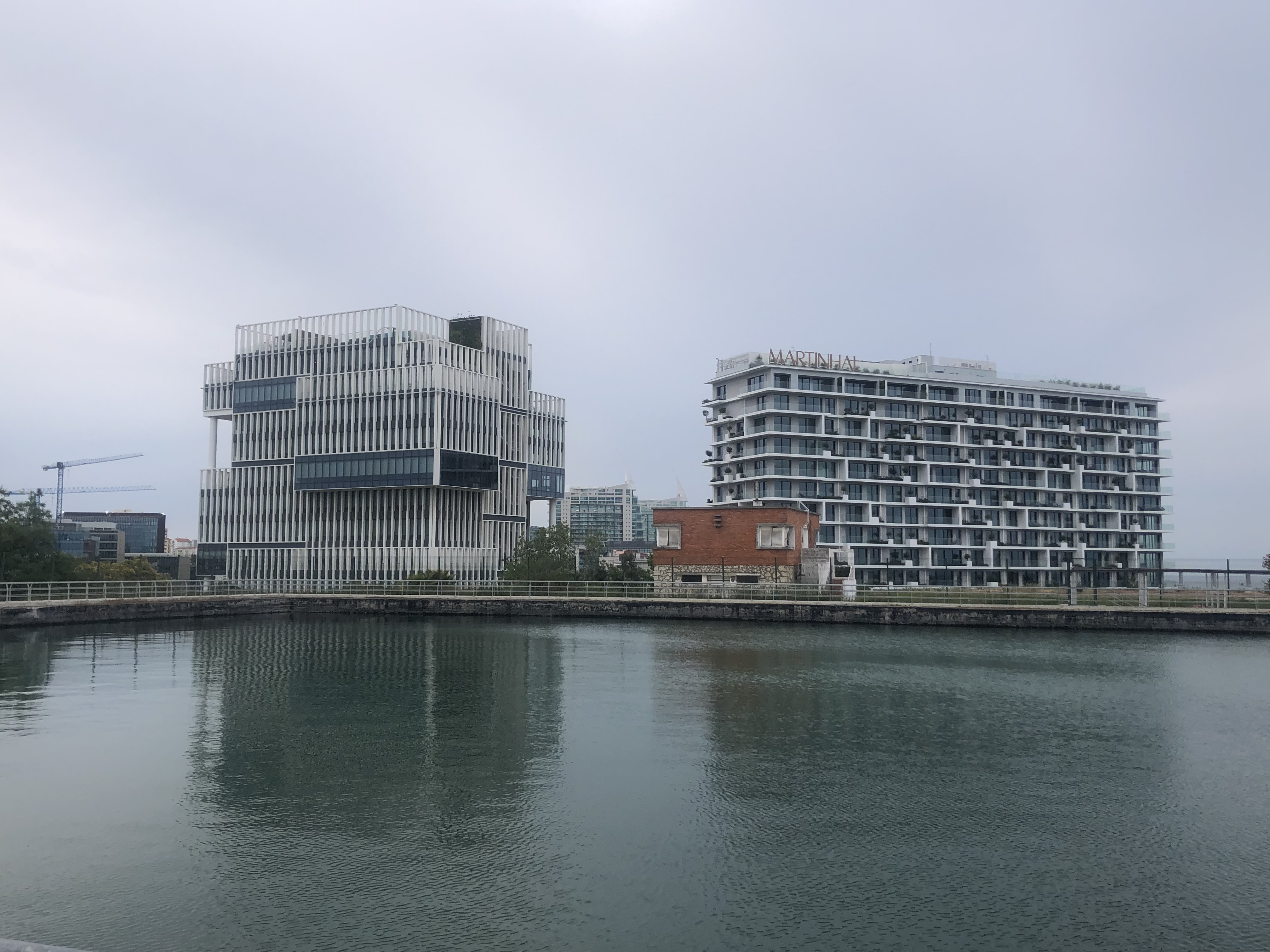
O grande reservatório

### Reservatório
O grande reservatório inicialmente criado para apoio à antiga refinaria da Sacor permanece até hoje como parte do sistema de rega do Parque das Nações. Encontra-se totalmente vedado e apresenta uma plataforma nos lados Nascente, Norte e Poente.

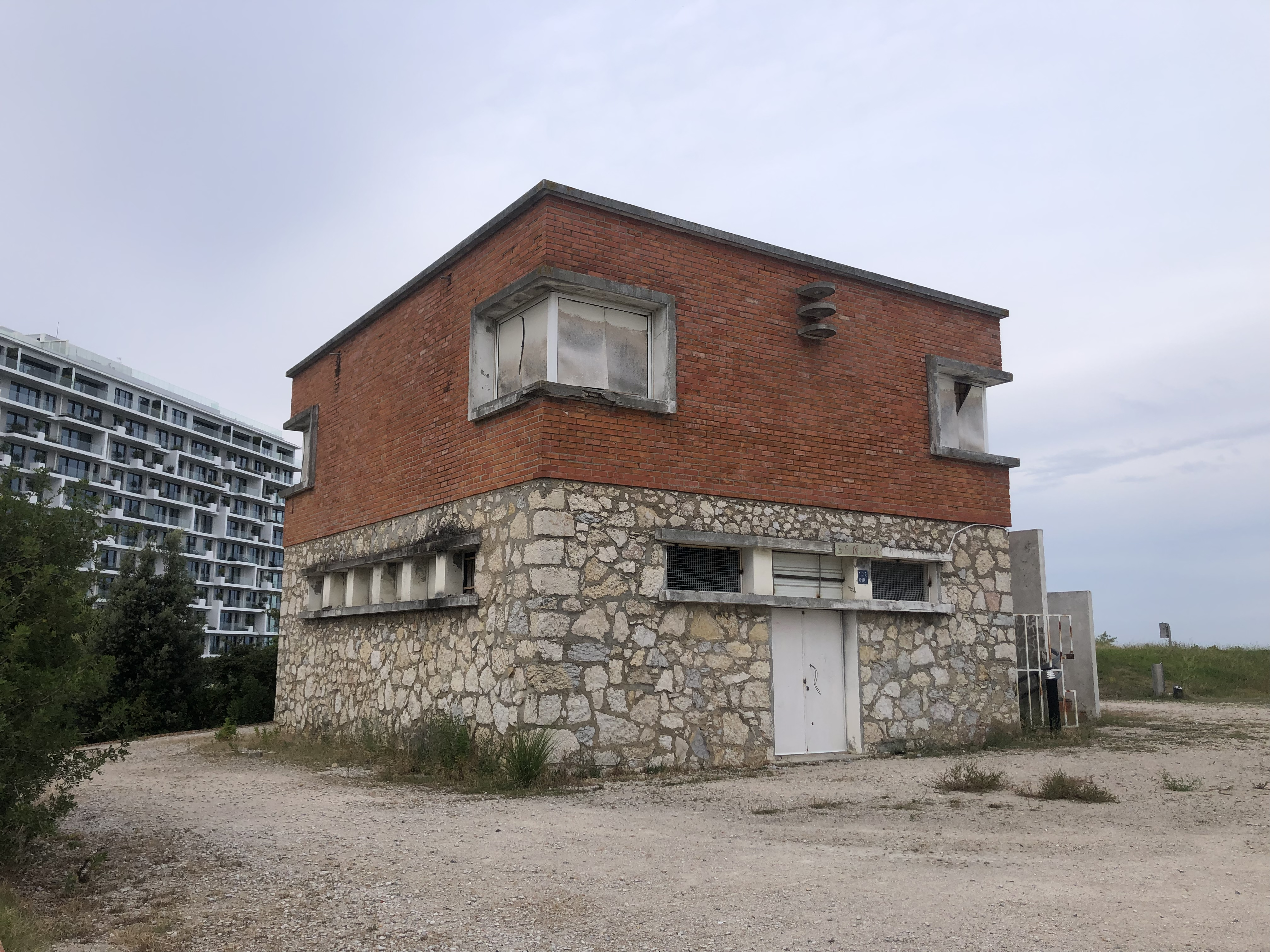
O Centro de Monitorização Ambiental

O reservatório apresenta uma forma quadrangular com uma dimensão de 50 metros de lado. A sua profundidade pode atingir os 5 metros de profundidade.
Integrado no programa Lisboa Robotics, faz parte de um conjunto de espaços disponíveis para serem utilizados para experimentação de protótipos de robôs. 